# Фантазм (франшиза)
«Фантазм» (англ. Phantasm) — американская серия сверхъестественных фильмов ужасов, созданная режиссёром и сценаристом Доном Коскарелли, состоящая из 5-ти фильмов, романов, комиксов и сопутствующих товаров.
В центре сюжета каждого фильма находятся 3 главных героя - молодой парень Джоди, его младший брат Майк и их лучший друг Реджи, работающий мороженщиком. В каждом фильме им противостоит главный антагонист серии - таинственное существо по прозвищу Высокий Человек, который пытается захватить Землю с помощью своих помощников - злобных суперсильных существ Соглядатаев и летающих металлических сфер Стражей, которые оснащены различными видами оружия.
Первый фильм серии, вышедший на киноэкраны в 1979 году, смог здорово окупиться в прокате и был номинирован на Премию "Сатурн" как лучший фильм ужасов и сейчас имеет культовый статус. За ним последовало ещё 4 продолжения : «Фантазм 2» (1988) ; «Фантазм 3: Повелитель мёртвых» (1994) ; «Фантазм 4: Забвение (1998) и «Фантазм 5: Уничтожитель» (2016). При этом, в кинопрокат были выпущены только 1, 2 и 5 части серии, 3 и 4 части выходили преимущественно сразу на видео и на DVD.

## Фильмы
| Фильм                         | Дата выхода     | Режиссёр       | Сценарист                     | Продюсер         |
| ----------------------------- | --------------- | -------------- | ----------------------------- | ---------------- |
| Фантазм                       | 28 марта 1979   | Дон Коскарелли | Дон Коскарелли                | Дон Коскарелли   |
| Фантазм 2                     | 8 июля 1988     | Дон Коскарелли | Дон Коскарелли                | Роберто Куэзада  |
| Фантазм 3: Повелитель мёртвых | 6 мая 1994      | Дон Коскарелли | Дон Коскарелли                | Дон Коскарелли   |
| Фантазм 4: Забвение           | 13 октября 1998 | Дон Коскарелли | Дон Коскарелли                | А. Майкл Болдуин |
| Фантазм 5: Уничтожитель       | 7 октября 2016  | Дэвид Хартман  | Дон Коскарелли, Дэвид Хартман | Дон Коскарелли   |

### «Фантазм» (1979)
В маленьком городке происходят странные события: по кладбищу бродят странные мерзкие существа, похожие на гномов, жители городка таинственно погибают, а жуткий гробовщик, которого все называют Высоким Человеком, похищает гробы с трупами внутри и вывозит их с кладбища. Вскоре братья Джоди и Майк понимают, что гробовщик хочет использовать трупы в своих жутких целях, и братья, заручившись поддержкой своего друга Реджи, пытаются раскрыть тайну Высокого, за которую они могут заплатить слишком высокую цену.
Критики очень высоко оценили фильм. На сайте-агрегаторе Rotten Tomatoes фильм имеет 74% одобрения. В прокате фильм показал себя отлично (при бюджете в 300 тыс. $ фильм собрал 11 мл. $).

### «Фантазм 2» (1988)
После событий 1 фильма Майк был помещён в психиатрическую клинику. Спустя 6 лет Майк выходит на свободу, но жуткие воспоминания о прошлой битве с Высоким Человеком до сих пор преследуют его. Он и его друг Реджи пытаются начать новую жизнь, но в их планы вторгается вернувшийся Высокий. Вскоре герои находят себе важного союзника - молодую девушку по имени Лиз, которая имеет экстрасенсорную связь с Майком и Высоким.
2 часть была встречена критиками довольно холодно по сравнению с 1 фильмом - её рейтинг составил 33% одобрения. В прокате фильм показал себя гораздо хуже, чем предшественник (при бюджете в 3 мл. $ фильм смог собрать лишь 7 мл. $).

### «Фантазм 3: Повелитель мёртвых» (1994)
После событий 2 части Лиз трагически погибает, а Майк и Реджи понимают - чтобы раз и навсегда убить Высокого, они должны встретиться с ним лицом к лицу. Они отправляются в опасное путешествие за Высоким, который в это время начинает уничтожать целые города. По пути герои находят себе группу единомышленников, которые также всё потеряли по вине Высокого и тоже хотят ему отомстить. Друзья должны собрать свои силы в кулак и попытаться дать отпор Высокому.
3 часть была принята критиками гораздо лучше, чем предыдущая - она получила 44% одобрения. Также 3 часть стала первым фильмом серии, который не был выпущен в кинотеатрах, а сразу на DVD и на видео.

### «Фантазм 4: Забвение» (1998)
После событий предыдущего фильма Майк отправляется в путешествие сквозь пространство и время, дабы спастись от Высокого, который всюду следует за ним. Также Майк пытается выяснить, кто же такой Высокий на самом деле, откуда он взялся и что же произошло в ту ночь, когда погиб Джоди. Тем временем Реджи (в сопровождении красотки, которую он подцепил по дороге) вступает в битву со сферами и нежитью Высокого, чтобы найти и спасти Майка прежде, чем его найдёт Высокий.
4 часть была очень плохо принята критиками - её рейтинг одобрения составил лишь 29%. Это делает её самым худшим фильмом в серии с точки зрения критики. Также, как и предыдущий фильм, 4 часть миновала кинотеатры и была выпущена сразу на видео и на DVD.

### «Фантазм 5: Уничтожитель» (2016)
После событий 4 части Реджи попадает в пустыню, где его продолжают атаковать сферы Высокого. Внезапно Реджи просыпается в доме престарелых, в котором он и Майк серьёзно постарели. Реджи пытается убедить Майка, что это всё - ловушка Высокого, но Майк уверяет его, что он страдает слабоумием. Реджи даже не представляет, что совсем скоро его будет ждать финальная схватка с Высоким сразу в нескольких временных линиях и альтернативных измерениях. На кону всё или ничего.
5 часть получила неплохие оценки критиков - она получила 54% одобрения. Также 5 фильм стал 3 фильмом серии после второго, который был выпущен в кинотеатрах. При этом, итоговые сборы картины остаются неизвестными по непонятным причинам. Кроме кинотеатров он также выходил на DVD и на видео.

## Кассовые Сборы
| Фильм                         | Дата выхода      | Сборы                   | Сборы                | Сборы                   | Бюджет                 |
| Фильм                         | Дата выхода      | Сев. Америка            | Другие страны        | Все страны              | Бюджет                 |
| ----------------------------- | ---------------- | ----------------------- | -------------------- | ----------------------- | ---------------------- |
| Фантазм                       | март 28, 1979    | $11 988 469 мл.         | -                    | -                       | $300 000 тыс.          |
| Фантазм 2                     | июль 8, 1988     | $7 282 851 мл.          | -                    | -                       | $3 000 000 мл.         |
| Фантазм 3: Повелитель мёртвых | май 6, 1994      | -                       | $358 253 тыс.        | -                       | $2 500 000 мл.         |
| Фантазм 4: Забвение           | октябрь 13, 1998 | -                       | -                    | -                       | $650 000 тыс.          |
| Фантазм 5: Уничтожитель       | октябрь 7, 2016  | -                       | -                    | -                       | —                      |
| Итог                          | Итог             | 19 271 320 долларов США | 358 253 долларов США | 19 629 573 долларов США | 6 450 000 долларов США |

## Отзывы
| Фильм                         | Rotten Tomatoes   | КиноПоиск         |
| ----------------------------- | ----------------- | ----------------- |
| Фантазм                       | 74% (50 рецензий) | 6.7 (41 рецензия) |
| Фантазм 2                     | 33% (15 рецензий) | 6.8 (17 рецензий) |
| Фантазм 3: Повелитель мёртвых | 44% (9 рецензий)  | 6.2 (10 рецензий) |
| Фантазм 4: Забвение           | 29% (7 рецензий)  | 5.7 (11 рецензий) |
| Фантазм 5: Уничтожитель       | 54% (13 рецензий) | 5.1 (8 рецензий)  |

## Производство
Ранняя идея для оригинального фильма пришла к создателю франшизы, Дону Коскарелли, во сне. Когда он был подростком, ему приснилось, что он бежит по длинному мраморному коридору от гигантской серебристой летающей сферы, которая пытается просверлить его череп. Также в том же сне был футуристический аппарат, из которого вылетали те самые сферы.
Изначально Дон считал, что сюжет 1 части является завершённым и не нуждается в сиквеле, но вскоре передумал и решил снимать продолжение на том же самом месте, на котором закончился 1 фильм. Также он добавил элемент роуд-муви в моменте, когда Майк и Реджи преследуют Высокого на машине.
После неутешительных кассовых сборов «Фантазма 2» студия Universal Pictures решила больше не снимать фильмы лично и передала Дону полную свободу в создании триквела. При этом, студия согласилась стать дистрибьютором к 3 фильму.
Один из фанатов серии, Роджер Эвери, придумал сценарий к изначальному «Фантазму 4», который ранее носил название «Фантазм, 1999 год н.э.», сюжет которого развивался в постапокалиптическом будущем, а главную роль должен был исполнить актёр Брюс Кэмпбелл. Но из-за нехватки бюджета (ранний бюджет составлял 10 мл. $) от идеи пришлось отказаться. Также ещё 1 начальный вариант «Фантазма 4» носил похожее название - «Фантазм, 2012 год н.э.», который чуть позже был переименован в «Конец Фантазма». Но финансирование «Конца Фантазма» не состоялось, и от идеи полностью отказались.
В 2004 году, через 6 лет после выхода «Фантазма 4: Забвение», Дон Коскарелли, в интервью журналу Fangoria заявил, что очень хочет снять 5 фильм, т.к. актёры серии, Ангус Скримм (Высокий Человек) и Реджи Бэннистер (Реджи) готовы сняться в продолжении.
Наконец, в июне 2012 года стало официально известно о том, что Дон официально приступил к работе над «Фантазмом 5», хотя сам Дон всё отрицал. 26 марта 2014 года стало публично известно, что работа над «Фантазмом 5» почти полностью завершена. Также было раскрыто официальное название 5-го фильма - «Фантазм 5: Уничтожитель». На следующий день, 27 марта, был выпущен первый официальный трейлер фильма. Было раскрыто, что съёмки 5 части проходили в строгом секрете в 2012-2013 годах в Южной Калифорнии. В октябре 2015 года производство «Уничтожителя» было полностью завершено и фильм находился в поиске дистрибьютора.

## Телевидение
В 2017 году Высокий Человек появился в качестве главного антагониста в эпизоде «Тайна на Уолл-стрит» в мультсериале для взрослых «Тайны Майка Тайсона». Его озвучил актёр и комик Джефф Бергман.

## Актёры и персонажи
| Персонажи       | Фильмы           | Фильмы          | Фильмы                        | Фильмы              | Фильмы                  | Тайны Майка Тайсона   |
| Персонажи       | Фантазм          | Фантазм 2       | Фантазм 3: Повелитель мёртвых | Фантазм 4: Забвение | Фантазм 5: Уничтожитель | «Тайна на Уолл-стрит» |
| Персонажи       | 1979             | 1988            | 1994                          | 1998                | 2016                    | 2017                  |
| --------------- | ---------------- | --------------- | ----------------------------- | ------------------- | ----------------------- | --------------------- |
| Высокий Человек | Ангус Скримм     | Ангус Скримм    | Ангус Скримм                  | Ангус Скримм        | Ангус Скримм            | Джефф Бергман         |
| Реджи           | Реджи Бэннистер  | Реджи Бэннистер | Реджи Бэннистер               | Реджи Бэннистер     | Реджи Бэннистер         |                       |
| Майк Пирсон     | А. Майкл Болдуин | Джеймс Легро    | А. Майкл Болдуин              | А. Майкл Болдуин    | А. Майкл Болдуин        |                       |
| Джоди Пирсон    | Билл Торнбери    |                 | Билл Торнбери                 | Билл Торнбери       | Билл Торнбери           |                       |
| Леди в лиловом  | Кэти Лестер      |                 |                               |                     | Кэти Лестер             |                       |
| Роки            |                  |                 | Глория Линн Генри             |                     | Глория Линн Генри       |                       |

## Роман
В 1993 году была выпущена неофициальная новеллизация сразу 2-х частей серии в формате сборника под названием «Фантазм 1-2». Книга была выпущена в России на русском языке книжным издательством «Мария». Автором романа стала писательница Мэри Флауэрс.